# Japansk grävling
I äldre avhandlingar kallas mårdhunden för 'japansk grävling'.
Japansk grävling (Meles anakuma) är ett rovdjur i familjen mårddjur som lever endemiskt i Japan. Den räknades fram till 1990-talet som underart till europeisk grävling (Meles meles) men enligt nyare forskningar förtjänar den artstatus. Djuret har en mera brunaktig päls än de två andra arterna i släktet Meles.

## Utseende och anatomi
Japansk grävling är med en kroppslängd (huvudet och bålen) av 58 till 83 cm tydligt kortare än europeisk grävling. Svanslängden ligger mellan 14 och 20 cm. Vuxna individer väger vanligen mellan 4 och 8 kg. Vikten varierar mycket beroende på individ och årstid.
I kroppsskepnaden liknar arten sin europeiska släkting. Bålen är trubbig och extremiteterna är korta. Vid de främre fötterna finns kraftiga grävklor. Klorna vid bakfötterna är mindre. Pälsen utgörs på ovansidan av långa gråa hår som vanligen har en tydlig brun skugga. Undersidans hår är kortare och svarta. I ansiktet förekommer kännetecknande svart-vita strimmor som inte är lika tydliga som hos europeisk grävling. Den mörka färgen är koncentrerad kring ögonen. Allmänt är huvudet mindre och storleksskillnaden mellan hannar och honor inte lika tydlig som hos europeisk grävling.

## Utbredning och habitat
Arten lever på de japanska öarna Honshu, Kyushu och Shikoku. Den förekommer även på ön Shōdoshima i havsområdet som begränsas av de tre förstnämnda öarna. På Hokkaido och mindre öar saknas rovdjuret. Japansk grävling lever i olika habitat som städsegröna lövskogar, barrskogar i bergstrakter och delvis odlade eller bebyggda områden fram till Tokyos förorter.

## Ekologi
Japansk grävling är huvudsakligen nattaktiv. Honor med ungdjur kan även vara aktiva på dagen. Under den kalla årstiden, främst mellan januari och februari, vilar de i sina gryt. Kroppstemperaturen sjunker något men det är ingen riktig vinterdvala.
Arten är inte lika social som sin europeiska släkting. Nyare forskningar indikerar att en längre familjär relation bara består mellan honan och sina ungar. Könsmogna hannar lever utanför parningstiden troligen helt ensamma. Beroende på utbredningsområde överlappar hannens revir med reviret av en till tre honor. I reviret har varje individ vanligen sina egna gryt. Liksom sin europeiska släkting har japansk grävling ett eller flera huvudgryt samt flera mindre gryt för tillfällig vistelse. Bruk av gryt skiftar under året och individens liv. Hannar har vanligen 30 till 70 gryt och honor 20 till 40 gryt.
Födan består under sommaren främst av ringmaskar som kompletteras med skalbaggar, bär och frukter. Under vintern när utbudet av maskar är lågt äts mer vegetabilisk föda.
Japansk grävling har sin parningstid under våren. På grund av en fördröjd embryoutveckling föds ungarna först i februari nästa år. Den egentliga dräktigheten varar omkring 49 dagar. Vanligen föds en till fyra ungar per kull, i undantagsfall upp till sex ungar. Efter 4 till 6 månader sluter honan med digivning. Unga honor lämnar moderns gryt efter ett år medan unga hannar får stanna ett år till. Det finns inga informationer om fadern är delaktig i ungarnas uppfostring.
Livslängden i naturen uppskattas med tio år. Individer i fångenskap blir vanligen 13 år gamla och den äldsta individen dog efter 19,5 år.

## Hot
Beståndet minskade kontinuerligt mellan 1970-talet och 2000-talet. Dessutom minskade artens utbredningsområde i de flesta provinserna. Trots att antalet skjutna grävlingar minskade från cirka 7000 under 1970-talet till cirka 2000 under 1980-talet minskade hela beståndet under samma period med ungefär 7 procent. Det beror troligen på habitatförstörelse genom ett mera intensivt lantbruk. Dessutom är den introducerade tvättbjörnen en konkurrent om samma ekologiska nisch. Oavsett populationsminskningen listas japansk grävling av IUCN som livskraftig (LC).

## Systematik
Fram till 1990-talet betraktades den europeiska grävlingen som enda art i släktet Meles. Nyare undersökningar av individernas penisben (baculum) och molarer samt studier av djurens mitokondriellt DNA visade däremot att två populationer i centrala Asien och i Japan förtjänar artstatus.